# بازار مسغري
بازار مسغري (بالفارسية: بازار مسگری) هي بازار تاريخية تعود إلى عصر السلالة الصفوية، وتقع في كرمان.